# ロスマンズ
ロスマンズ（Rothmans）は、
1. かつて存在した英国のタバコ・ビール製造メーカー、ロスマンズ・インターナショナル社（Rothmans International p.l.c.）。
2. そのブランド。

1903年に設立されたカレラス（Carreras Ltd.）が、1961年に下記のロスマンズのタバコ事業部門を買収する。1972年にルーパート・グループ（Rupert Group）を合併した。1981年、会社名を「ロスマンズ・インターナショナル」とする。1999年にブリティッシュ・アメリカン・タバコ（BAT）に統合され、現在に至る。なお「ロスマンズ」は日本での発売元はBAT日本法人だったが、現在は発売を終了している。
本社はエセックスにある。
かつては北朝鮮の金正日総書記が愛用していると伝えられた。
従来からのキングサイズやロイヤルやインターナショナルは、プレミアムブランドに位置付けられているが、リトアニアでは2016年にウォールストリート（旧スカンジナビアたばこの廉価ブランド）を、ポーランドやアルゼンチンなどでは2017年にバイスロイ（旧ブラウン・アンド・ウィリアムソンの廉価ブランド）をリニューアルする形で導入しており、引き続き廉価ブランドに位置付けられているほか、イタリアではプレミアムラインの『スペシャル』と廉価ラインの『オブ・ロンドン』『クラシック』が併売されている。

## 起源
1890年、タバコ会社がルイス・ロスマン（Louis Rothman）によって創業された。1900年、ルイスはロンドンのペルメル街にショールーム "Rothman's of Pall Mall"を開設する。
現在でも毎日二頭立て馬車による配達を行い、老舗となっている。

## モータースポーツとの関わり
1980年代から1990年代にかけてヨーロッパを中心としてカテゴリーを問わず広範囲に渡りモータースポーツ活動を積極的に援助した。強力なワークス・チームのスポンサーであったことが多いため、非喫煙者でも自動車好きであればロスマンズを知っている者は少なくない。
以下はロスマンズが支援したチームのリストである
- 1977年のマーチ[1]
- 1979年から1982年のWRCのフォード
- 1982年のF1のRAM
- 1982年から1984年までのWRCのオペル
- 1982年から1987年までのグループCやWRC、パリ・ダカール・ラリーのポルシェ
- 1985年から1993年までのWGP、鈴鹿8耐、マン島TTレースのホンダ
- 1985年から1986年のファラオラリー＆1992年から1996年までのパリ・ダカール・ラリーやFIAクロスカントリーラリー・ワールドカップシリーズとWRCの三菱・ラリーアート
- 1994年から1997年までのF1のウィリアムズ・ルノー

またかつてティレルと交渉し、スポンサーになろうとした事もあった。

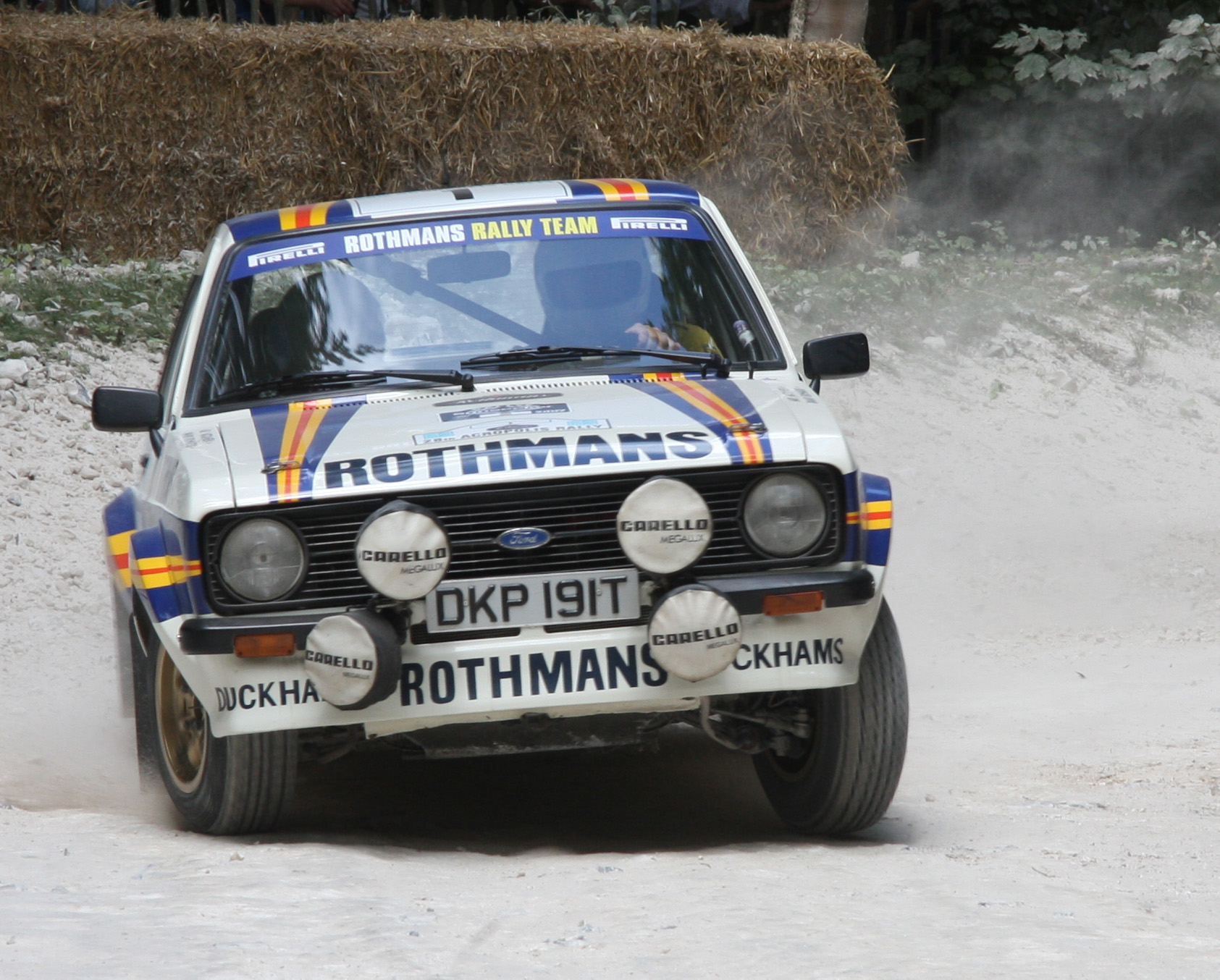
ファイル:Ford_Escort_Mk2_Group_4_-_Flickr_-_exfordy.jpgフォード・エスコート（WRC）
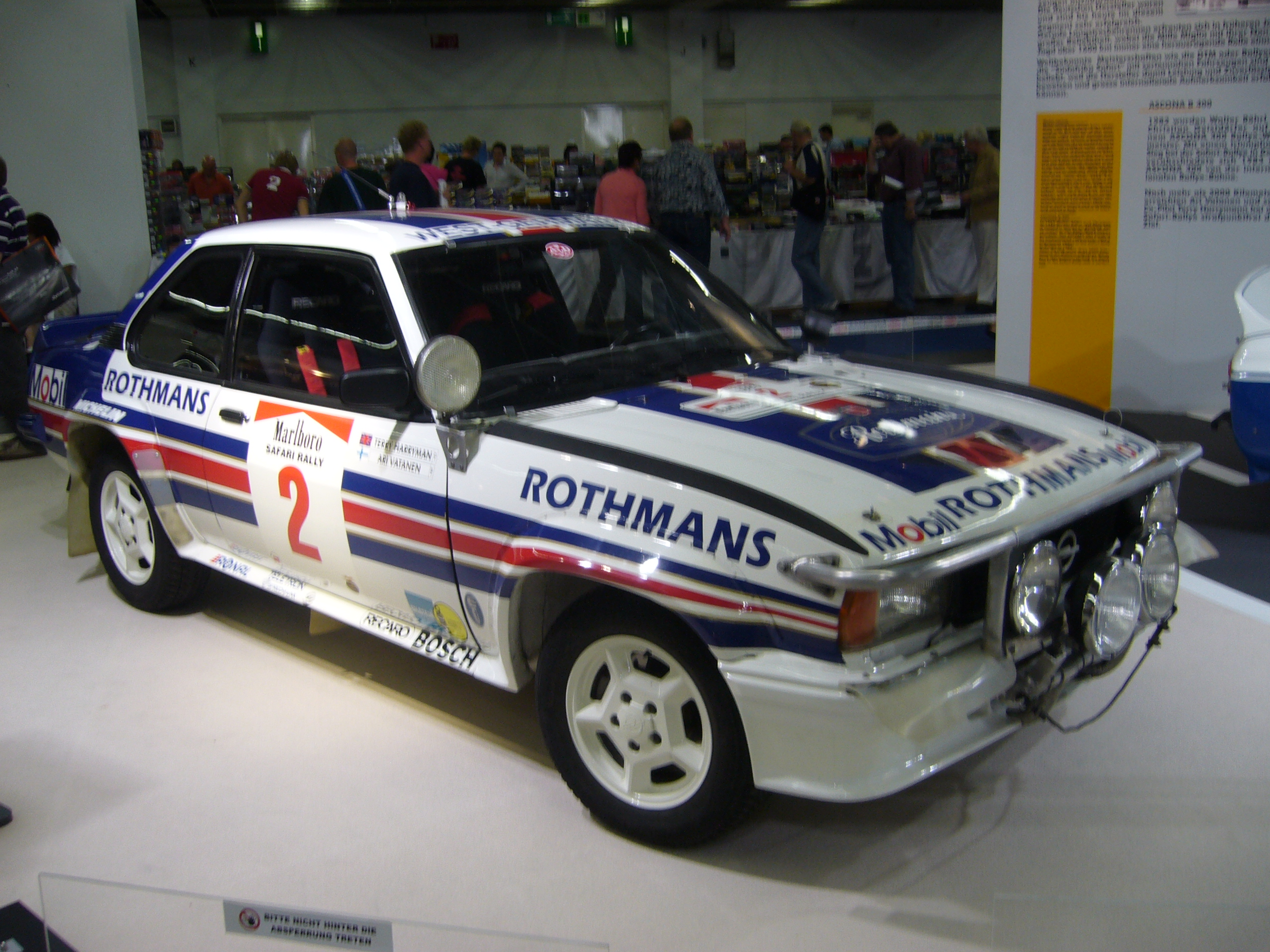
ファイル:Opel_Ascona_Rallye_Rothmans.JPGオペル・アスコナ（WRC）
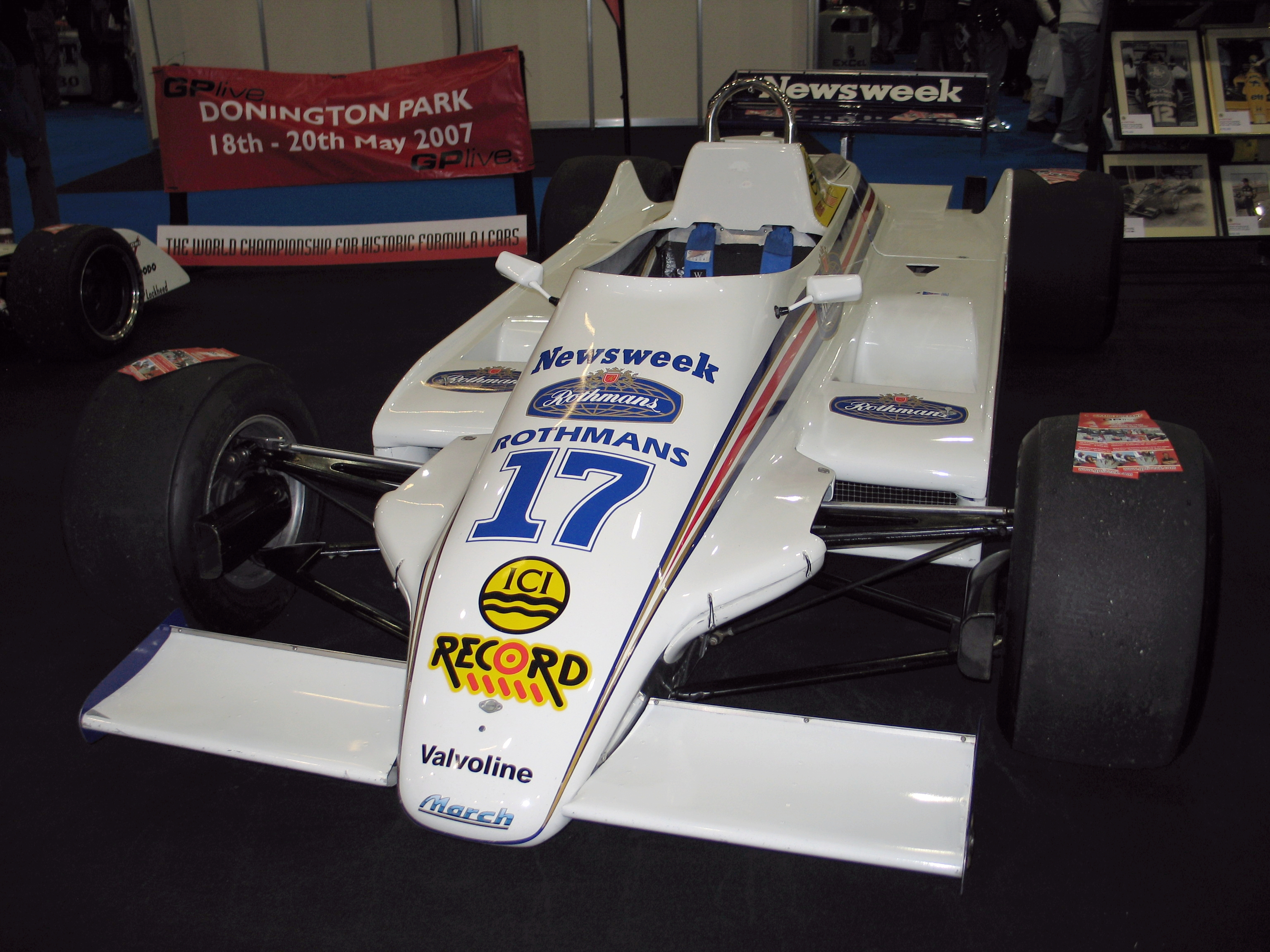
ファイル:March_821_London_Motorsports_Show_2006.jpgRAMマーチ・821（F1）
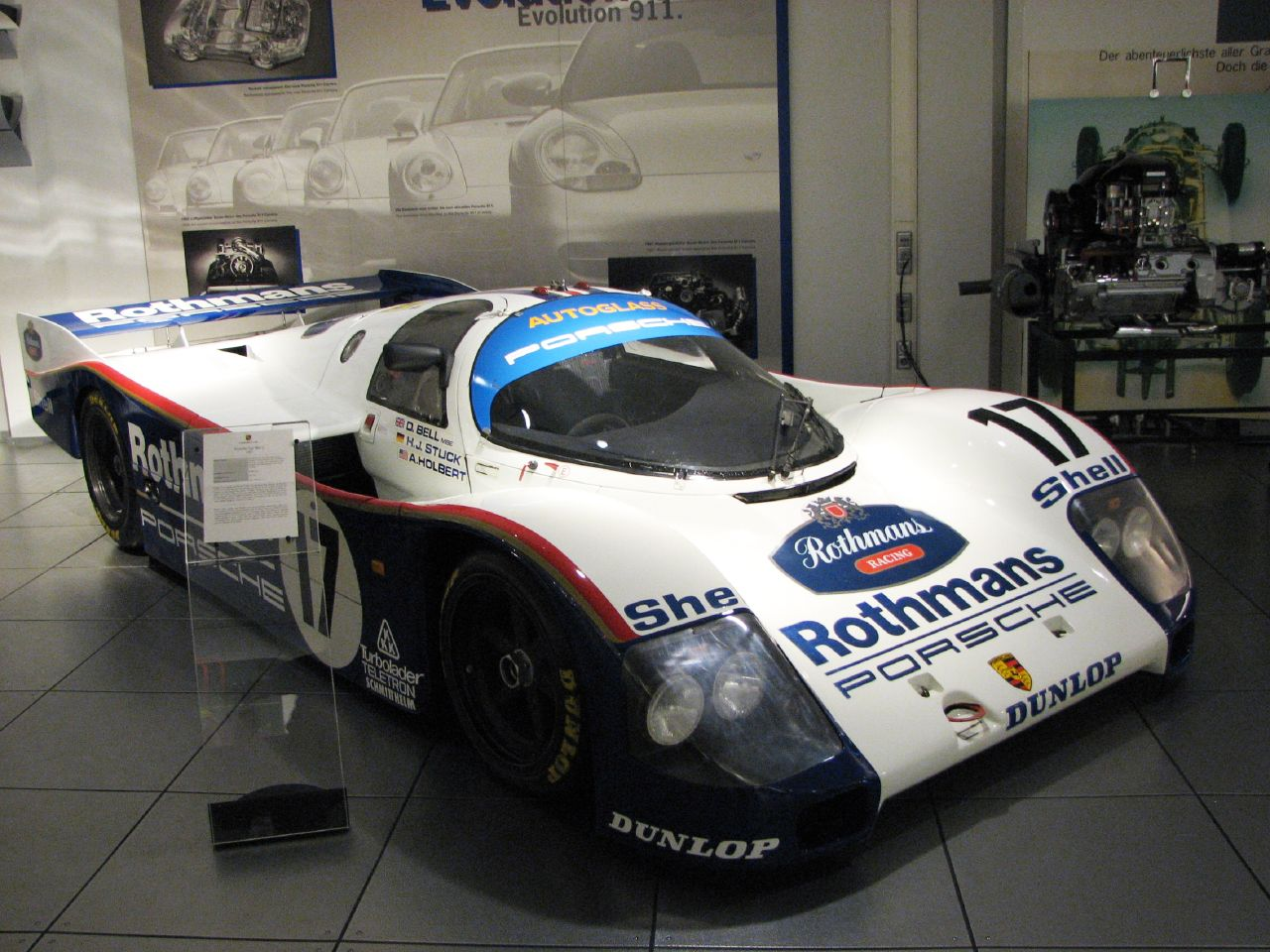
ファイル:Rothmans_Porsche_962C_(17)_(Chassis_006)_1987_24_Hours_of_Le_Mans_winner.jpgポルシェ・962C（グループC）
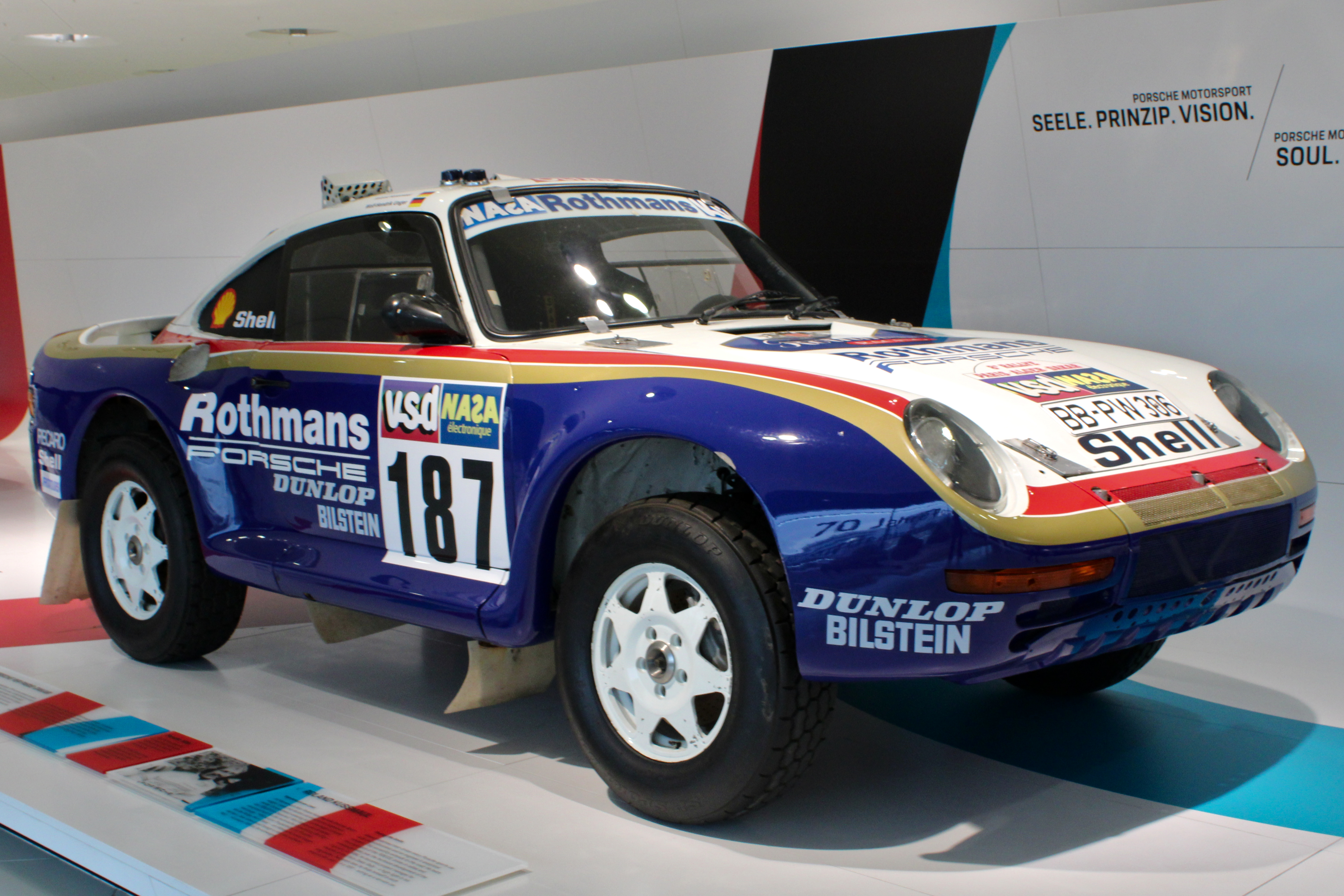
ファイル:Porsche_959_Paris_Dakar_IMG_0827.jpgポルシェ・959（パリ・ダカール・ラリー）
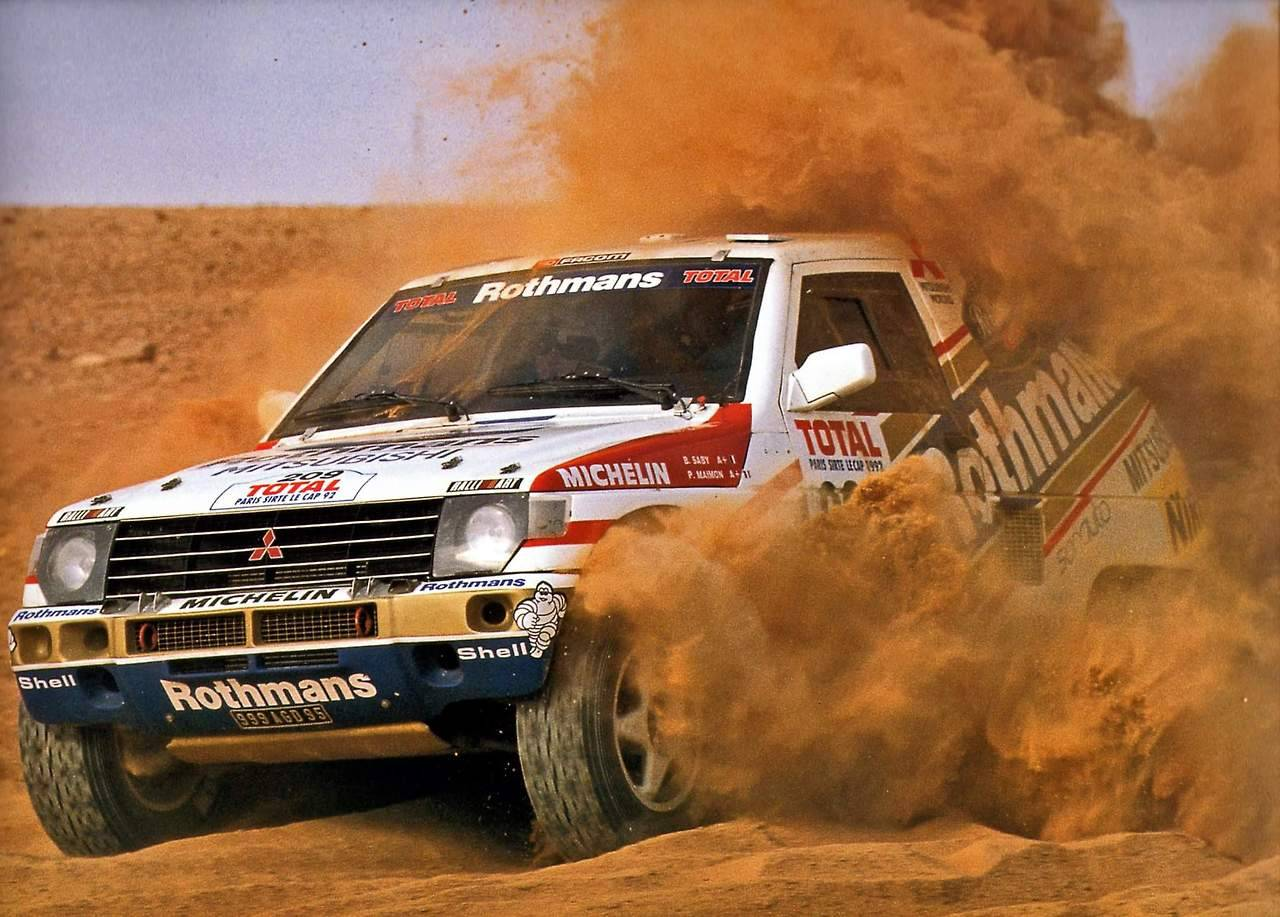
ファイル:BrunoSaby_1992_RothmansPajero.jpg三菱・パジェロ　1992パリ・ルカップ・ラリー
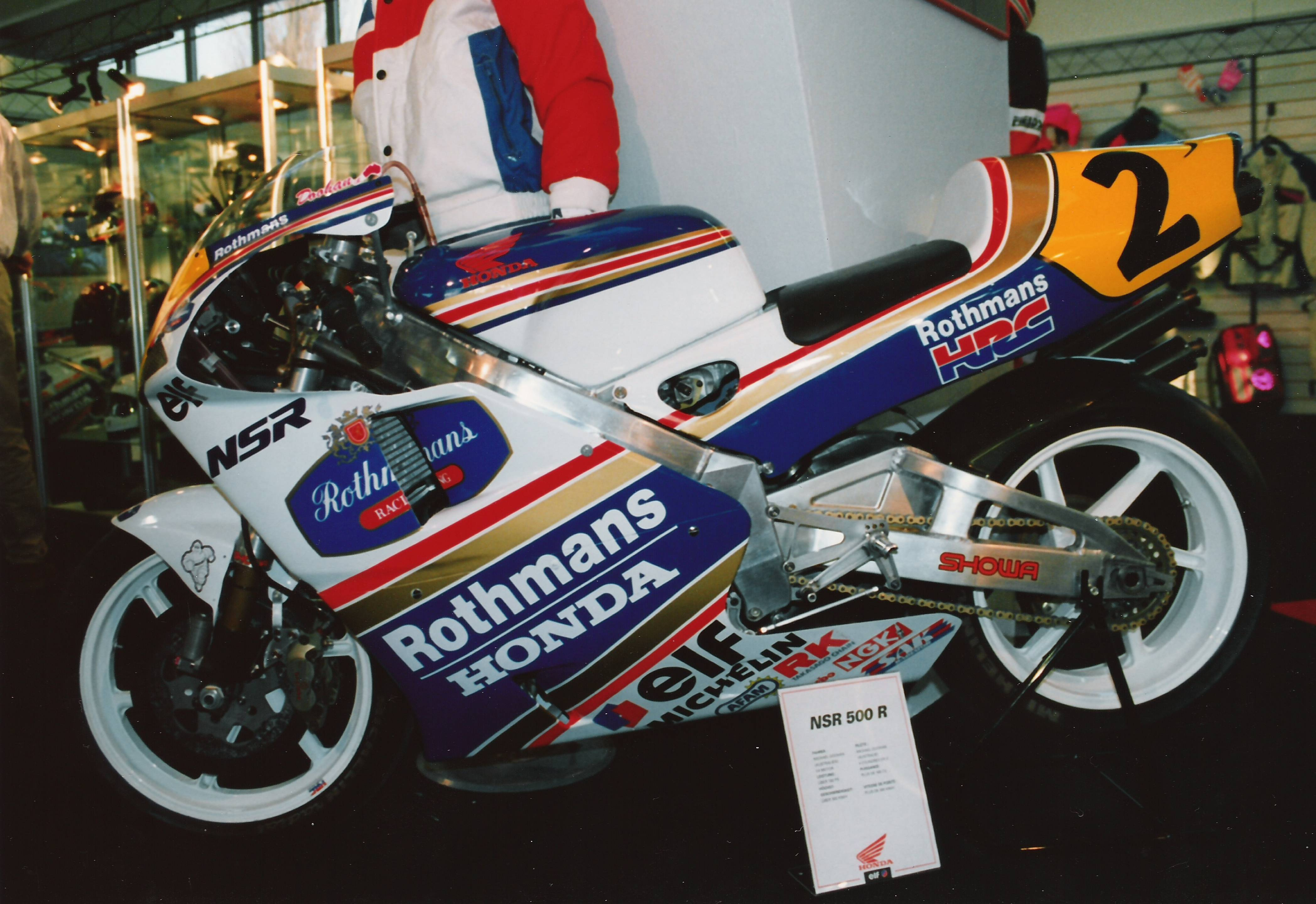
ファイル:HondaNSR500R.jpgホンダ・NSR500（WGP）
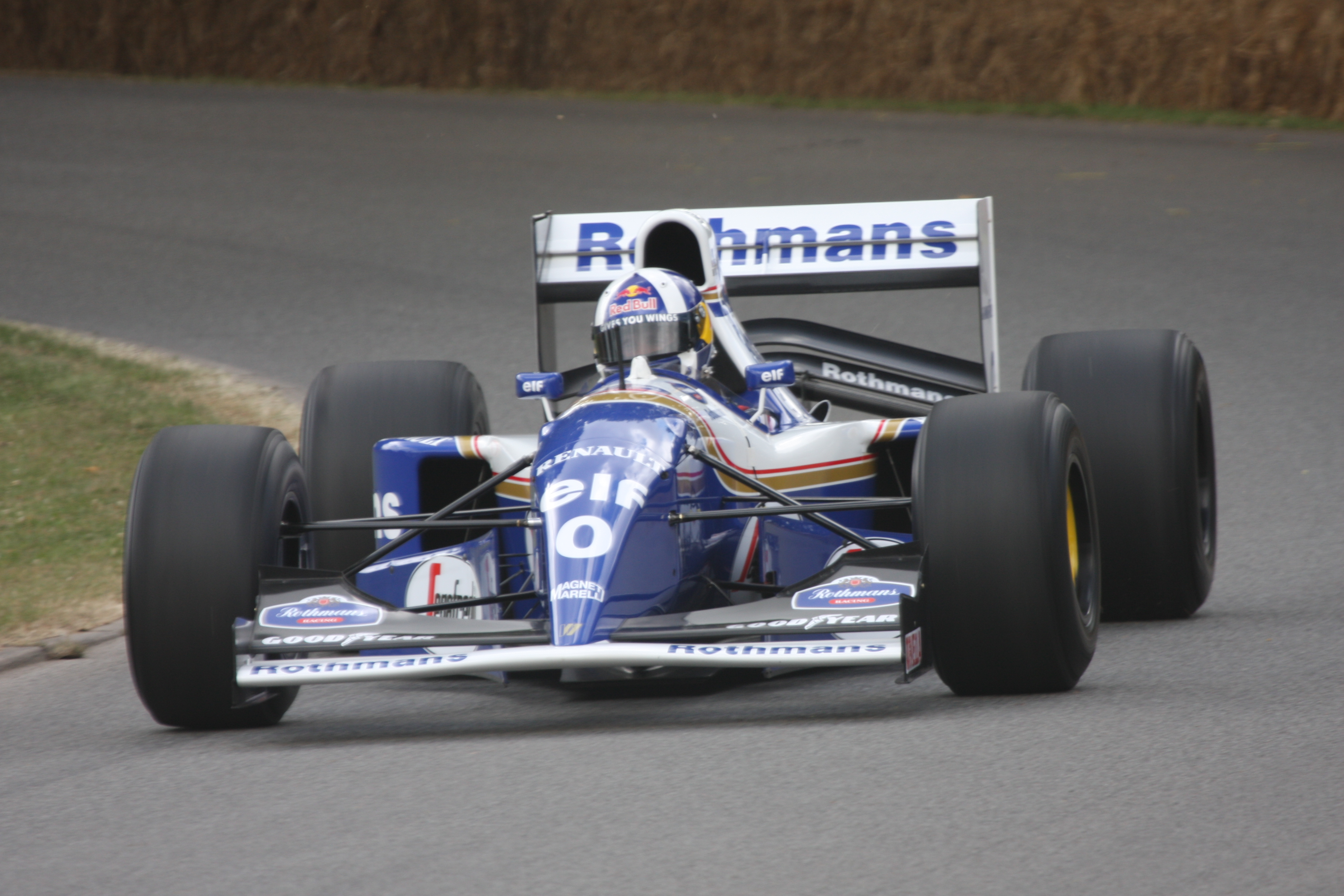
ファイル:1994Williams-RenaultFW16B.jpgウィリアムズ・FW16（F1）